# 서울 관상감 관천대
서울 관상감 관천대(서울 觀象監 觀天臺)는 조선시대 한성부 북부 광화방(廣化坊) 소재 관상감(觀象監)이 있던 자리에 설치된 관천대이다. 즉, 천문현상을 관측하기 위해 관상감에 설치하여 관측기구를 올려놓던 대(臺)이다. 관측기구로서 소간의(小簡儀)를 올려 놓았다고 하여 소간의대(小簡儀臺)라고도 하고, 별을 관측하는 대라는 의미로 첨성대(瞻星臺)라고도 한다.

## 역사
조선은 고려의 제도를 계승하여 왕립 중앙천문기상대로서 서운관(書雲觀)을 두었고, 그 관측시설로 간의대(簡儀臺)를 설치하였다. 조선 초기에 서운관은 경복궁과 북부 광화방 두 곳에 있었다. 서운관은 천문·지리·측후·물시계와 관련된 일을 관장하는 관청으로, 조선 세조 12년(1466년)에 관상감, 고종 31년(1894년)에 관상소, 1907년에 측후소로 바뀌어 현대식 시설을 갖추기 시작할 때까지 업무를 수행하였다.
조선시대 전기, 세종은 천체관측기구인 간의(簡儀), 그것의 축소형인 소간의·규표(圭表)·해시계·물시계 등 천문기기를 개량하고 발명하는 일에 큰 성과를 거두었다. 그리고 이를 바탕으로 경복궁의 서북쪽에 거대한 관천대인 대간의대를 설치하는 한편, 아울러 소규모의 관천대인 소간의대를 광화방 서운관과 경복궁 천추전 서쪽에 설치하였다. 이때 만들어진 경복궁의 대간의대는 창설이후 여러 번 개수되면서 왕립 중앙천문대로서 동양 최대 규모와 최고 수준의 시설을 갖추었고 그것은 외국 사신들에게도 공개하지 않았다고 한다. 그런데 이 대간의대는 임진왜란 때에 완전히 파괴되었고, 소간의대 역시 현재 남아있지 않다. 따라서 조선전기에 만들어진 관천대로는 관상감관천대가 유일하다. 그런 의미에서 과학사적으로 높은 가치를 지니고 있다고 평가된다.
관천대가 있던 곳은 한성 북부 광화방의 관상감자리로, 일제강점기 이후에는 전 휘문고등학교 교정이 되었으며, 1980년대부터는 현대건설의 사옥이 들어섰다.

## 제작
관상감관천대는 제작연대 등에 대한 명문이 없지만, 세종 때에 만들어진 것으로 추정된다. 현재 관천대가 위치한 곳이 창덕궁에서 안국동으로 넘어가는 고개로 그 옛 이름이 운현이었고, 그 언저리에 대원군의 저택인 운현궁(雲峴宮)이 있다. 이렇듯 운현(雲峴)은 서운관(書雲觀)의 명칭에서 연유된 것으로 옛 서운관의 자리가 현재의 위치일 개연성이 있다. 이로부터 관상감관천대는 세종 16년(1434년)에 서운관(관상감)에 설치된 소간의대일 것으로 판단되었다.

## 특징
관상감관천대는 다듬은 돌로 만들어졌고, 그 위에 직사각형의 돌로 난간을 둘렀다. 그리고 지금은 없어졌지만 원래는 대 위로 올라가는 돌계단이 있었다. 관천대는 현대사옥의 건립과 더불어 조사와 정비가 거듭되어 1982년 사적 제296호로 지정되고, 1984년에는 원위치에서 완전 해체 복원되어 지금과 같은 모양으로 남게 되었다. 당시의 기록보고에 따르면, 관천대 위 중앙에 십자선이 그어져 있는 관측용 대석의 방위는 353°로서 진북(眞北) 방향에서 7° 서쪽으로 기울어져 있어 자북과 거의 일치하고 있었다. 또한 관천대 구조물의 방위는 6°로서 진북 방향에서 6° 동쪽으로 기울어져 있었다. 따라서 대석의 남북선에서 13° 동쪽으로 치우쳐 있는 것으로 조사되었다.

## 사진

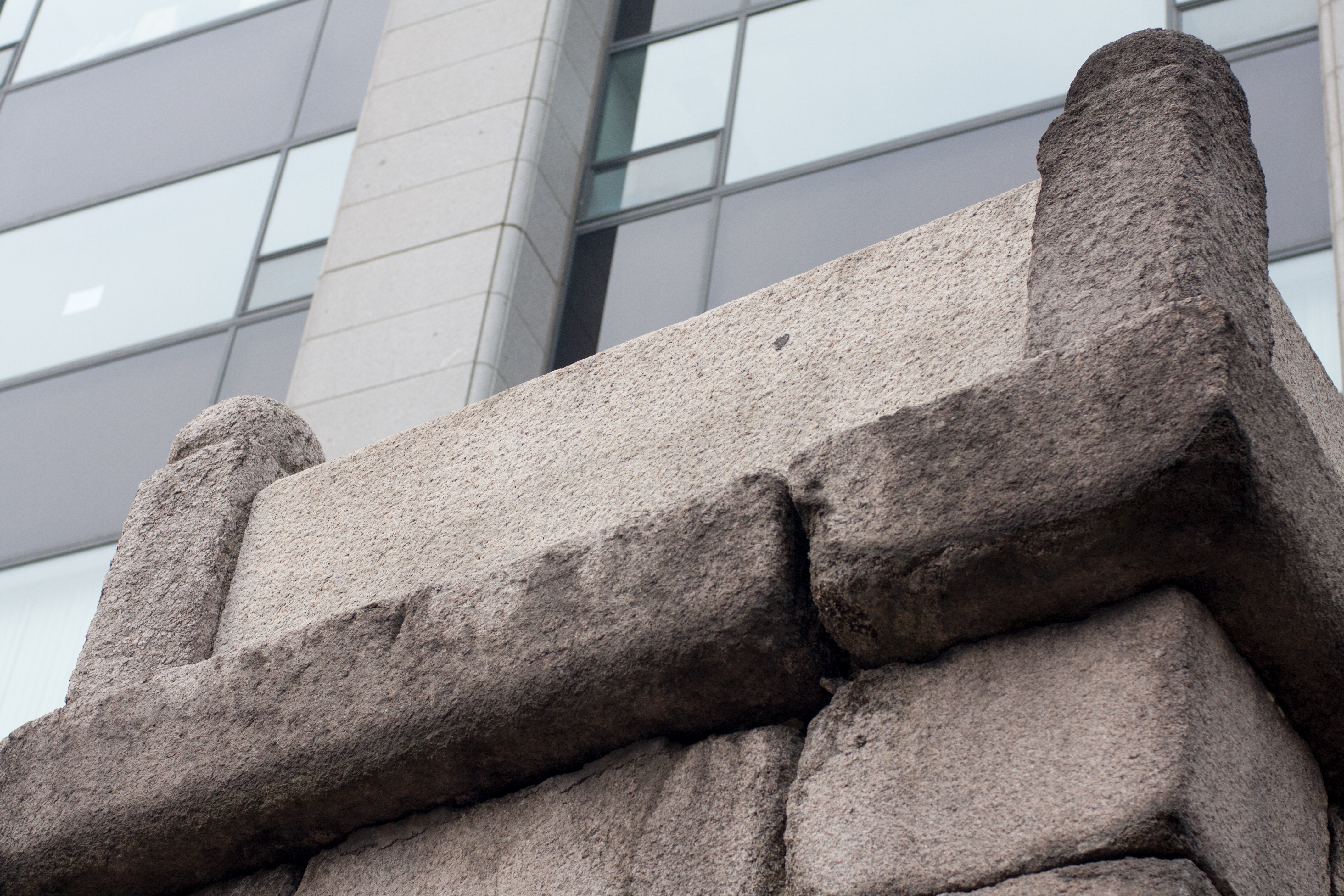

## 같이 보기
- 창경궁 관천대

## 참고 자료
- 서울 관상감 관천대 - 국가유산청 국가유산포털